# Gregg Bendian
Gregg Bendian (* 13. Juli 1963 in Englewood, New Jersey) ist ein US-amerikanischer Vibraphonist, Schlagzeuger, Perkussionist und Komponist
des Modern Creative Jazz.

## Leben und Wirken
Bendian beschäftigte sich während seiner Zeit auf der High School mit Komponisten wie Edgar Varèse und Anton Webern, später mit den Free-Jazz-Pionieren Cecil Taylor, Anthony Braxton und Ornette Coleman. Er studierte bei Noel DaCosta an der Rutgers University, außerdem hatte er Schlagzeug-Unterricht bei Steve McCall und Andrew Cyrille. Schon während seiner Studienzeit arbeitete er mit seinem Gregg Bendian Project, das mit Neuer Musik und Kammermusik experimentierte; in dieser Zeit begann die Zusammenarbeit mit Musikern der New Yorker Downtown-Szene, wie John Zorn, Ned Rothenberg, Tom Cora, Bill Frisell, Butch Morris und Mark Dresser, aber auch mit Wadada Leo Smith, George Lewis und Robert Dick.
Er arbeitete seit den 1980er Jahren mit Nels Cline, Derek Baileys Company, Peter Brötzmann, William Parker, Gary Lucas, Steuart Liebig und 1989 mit seinem Idol Cecil Taylor. Er wirkte auch auf Taylors A&M-Album In Florescence mit, das zwei Solo-Perkussion-Kompositionen von Bendian enthielt, For Steve McCall und Entity.
1996 trat Bendian zusammen mit Derek Bailey, Pat Metheny und Paul Wertico in der Knitting Factory auf. Unter eigenem Namen erschien 1996 auch das Album Counterparts unter Mitwirkung von Paul Smoker, Vinny Golia und Mark Dresser auf dem Avantgarde-Label CIMP; er veröffentlichte ab 1996 Alben seiner Band Interzone, die Elemente von Fusionmusik und Free Jazz verband.
Mit Interzone nahm er 2000 das Requiem for Jack Kirby auf, ein Tribut-Album an einen Comic-Künstler. Bendian und Nels Cline spielten 1999 das viel gepriesene, John Coltrane gewidmete Album Interstellar Space Revisited ein, das sich auf Coltranes legendäres Album Interstellar Space mit Rashied Ali von 1967 bezieht; Bendian beschrieb es als seinen „Liebesbrief ans Schlagzeugspiel des Free Jazz“.
2001 begann Bendian sein Mahavishnu Project mit Kompositionen von John McLaughlin, das 2003 auf Tour ging und 2024 wieder aktiviert wurde; 2006 wirkte daran auch das Ex-Mahavishnu-Mitglied Jan Hammer mit; das Repertoire erweiterte sich um Werke von Hammer und Jeff Beck. Ab 2003 arbeitete Bendian außerdem im Quartett mit Jeff Gauthier, Steuart Liebig und G. E. Stinson (Bone Structure).
Neben seiner Tätigkeit auf der Jazzszene wirkt Bendian als Schlagzeuger und Sänger in dem Genesis-Repertoire-Projekt The Musical Box mit.

## Diskographische Hinweise
- Counterparts (CIMP, 1996)
- Interzone (Eremite, 1996) mit Nels Cline, Mark Dresser
- Espiritu (Truemedia, 1997) mit Alex Cline
- Trio Pianissismo (Truemedia, 1998)
- Interstellar Space (Atavistic, 1998) mit Nels Cline
- Myriad (Atavistic, 1999) mit Steuart Liebig
- Requiem for Jack Kirby (Atavistic, 2000)
- The Mahavishnu Project (Aggregate, 2002)
- Bone Structure  (Cryptogramophone, 2003)
- Jan Hammer & The Mahavishnu Project (DVD, 2007 - MVDvisual)